# Senopterina fuscicosta
Senopterina fuscicosta är en tvåvingeart som beskrevs av Friedrich Georg Hendel 1914. Senopterina fuscicosta ingår i släktet Senopterina och familjen bredmunsflugor.
Artens utbredningsområde är Bolivia. Inga underarter finns listade i Catalogue of Life.